# Tsuda Seiichirō

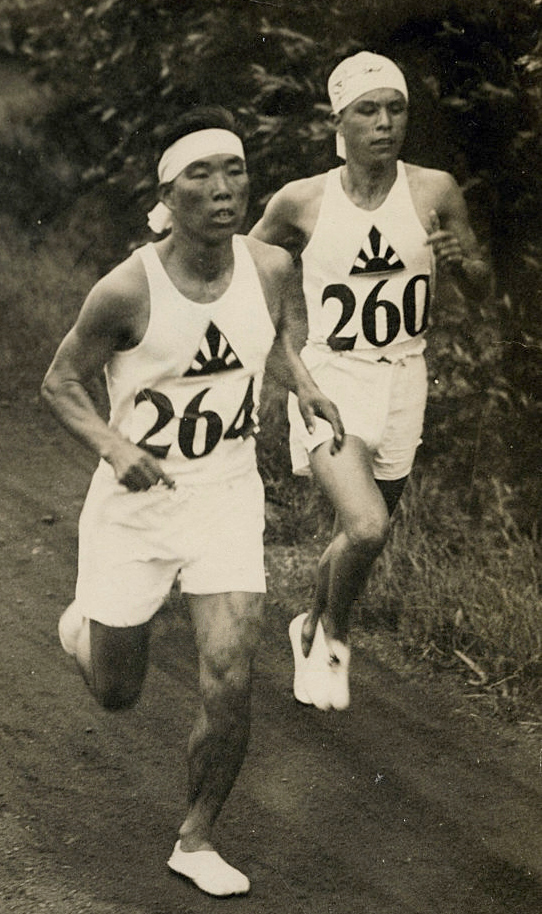
Yamada Kanematsu und Tsuda Seiichirō (rechts) beim olympischen Marathon 1928

Tsuda Seiichirō (津田 晴一郎; * 26. Juli 1906 in Matsue; † 20. September 1991) war ein japanischer Lang- und Mittelstreckenläufer.
1928 siegte er bei einem Marathon in Osaka in 2:35:35 h und wurde Zweiter bei den Japanischen Meisterschaften in 2:48:52 h. Er wurde daraufhin für die Olympischen Spiele in Amsterdam nominiert, bei denen er Sechster in 2:36:20 h wurde.
1929 und 1930 wurde er Japanischer Meister über 1500 m, 1930 und 1931 über 5000 m und 1931 über 10.000 m.
Im Olympiajahr 1932 kehrte er auf die 42,195-km-Distanz zurück. Nachdem er bei einem Marathon in Tokio mit seiner persönlichen Bestzeit von 2:33:26 h Dritter geworden war, qualifizierte er sich als Dritter der Japanischen Meisterschaften in 2:38:04 h für den olympischen Marathon in Los Angeles, bei dem er in 2:35:42 h Fünfter wurde.

## Persönliche Bestzeiten
- 10.000 m: 32:00,4 min, 2. November 1931, Tokio (ehemaliger nationaler Rekord)
- Marathon: 2:33:26 h, 30. April 1932, Tokio